# دیرین‌پستانک‌دندان
دیرین‌پستانک‌دندان (نام علمی: Palaeomastodon) نام یک سرده از سرده پستانک‌دندان است.